# Ursula von Brandenburg
Ursula von Brandenburg (* 25. September 1450; † 25. November 1508 in Breslau) war eine Prinzessin von Brandenburg und durch Heirat Herzogin von Münsterberg und Oels sowie Gräfin von Glatz.

## Leben
Ursula war das älteste Kind des brandenburgischen Kurfürsten Albrecht Achilles (1414–1486) aus dessen erster Ehe mit Margarete von Baden (1431–1457). Die Prinzessin galt als Lieblingskind des Vaters und als eines der prominentesten Opfer der Konvenienzehe im 15. Jahrhundert. Zuerst dem sächsischen Herzog Albrecht versprochen, wurde sie nach Auflösung der Verlobung an dessen älteren Bruder Ernst weitergereicht, doch zerschlug sich auch dieses Verlöbnis. Nächster Ehekandidat war Herzog Heinrich d. Ä. von Münsterberg (1448–1498), Sohn des böhmischen Königs Georg von Podiebrad. Im Jahr 1466 missbilligte Papst Paul II. diese Verlobung als „gotteslästerliche Verbindung mit einem Ketzer“ und Ursula wurde gemeinsam mit ihrem Vater mit dem Kirchenbann belegt. Auch die Beziehungen Brandenburgs zu Kaiser Friedrich III. wurden wegen der Eheschließung schlechter. Georg von Podiebrad und Albrecht Achilles schlossen hierauf ein Schutz- und Trutzbündnis wider allen Gegnern der Ehe.
Ursula verlobte sich danach heimlich selbst, ohne Wissen ihres Vaters, mit dem Grafen Rudolf III. von Sulz, Landgraf im Klettgau. Nach päpstlicher Lösung dieses Eheversprechens heiratete sie schließlich am 9. Februar 1467 in Eger doch Herzog Heinrich d. Ä. von Münsterberg. 1471 wurde der verhängte Bann über Ursula und ihren Vater wieder gelöst.

## Nachkommen
Aus ihrer Ehe mit Heinrich hatte Ursula folgende Kinder:
- Albrecht I. (1468–1511), Herzog von Münsterberg-Oels

⚭ 1487 Prinzessin Salome (1475/76–1514), Tochter des Saganer Herzogs Johann II.
- Georg I. (1470–1502), Herzog von Münsterberg-Oels

⚭ 1488 Prinzessin Hedwig (1476–1524), ebenfalls eine Tochter des Herzogs Johann II. von Sagan
- Johann (1472–1497)
- Margarete (1473–1530)

⚭ 1494 Fürst Ernst von Anhalt-Zerbst (1454–1516)
- Karl I. Albrecht (1476–1536), Herzog von Münsterberg-Oels

⚭ 1488 Prinzessin Anna (1480/83–1541), ebenfalls eine Tochter des Saganer Herzogs Johann II.
- Ludwig (1478–1489)
- Magdalena (1482–1513)
- Sidonie (1483–1522)

⚭ 1515 Ulrich von Hardegg († 1535)